# Nojaï-Iourt
Nojaï-Iourt (Ножа́й-Ю́рт) est un village de Tchétchénie en fédération de Russie, chef-lieu du raïon du même nom. Sa population s'élevait à 8 433 habitants en 2013.

## Géographie
Nojaï-Iourt se trouve à l'extrême est de la Tchétchénie, près de la frontière du Daguestan, à 375 mètres d'altitude, à 111 kilomètres au sud-est de Grozny. Il est situé à 30 kilomètres au sud-ouest de Khassaviourt au bord de la rivière Iamanssou (affluent de l'Aksaï).

## Population
Le village avait une population de 2 882 habitants en 1970, 5 062 habitants en 2002 et 8 433 habitants en 2013.
Il est peuplé à 86,86 % de Tchétchènes, à 4,74 % de Russes, à  3,22 % d'Avars, le reste étant composé d'autres ethnies caucasiennes.